# Internationella Klubben i Stockholm
Internationella Klubben i Stockholm bildades den 8 december 1924. På den tiden fanns det få klubbar av samma typ som de välkända klubbarna i London som till exempel Carlton Club, the Caledonian Club, the Savile Club eller the East India Club och man hade dessa som förebild vid starten. Klubben hade då lokaler på Hamngatan 8 i Stockholm. Kungahuset var representerat i klubben genom hertigen av Närke (prins Carl) och hertigen av Gästrikland (prins Lennart). Klubben skulle vara opolitisk och ändamålet skulle vara att verka för kulturellt och ideellt utbyte mellan olika nationer. Detta gäller även idag.